# Powhatan (langue)
Le  powhatan (ou algonquien de Virginie) est une langue algonquienne orientale qui était parlée du sud de la baie de Pamlico à la baie de Chesapeake (à l'emplacement actuel de la Caroline du Nord et de la Virginie). Powhatan (litt. « les cascades ») est en réalité le nom du village du chef indigène Wahunsunacock, avec lequel les premiers colons anglais, missionnés par Walter Raleigh, eurent à traiter. La ville de Richmond s'est construite sur l'emplacement de ce village.

## Description
Cette langue devait être très proche du dialecte lenape parlé dans le Delaware. Elle a maintenant disparu, bien qu'il subsiste environ 3000 personnes d'ethnie Powhatan. Des tentatives de restitution ont été opérées à partir des témoignages historiques des colons anglais :
- Thomas Harriot, qui écrivit une grammaire de l'algonquin, mit au point un alphabet phonétique, et donna quelques termes dans son récit A Briefe and True Report... (1588) ;
- le court lexique de John Smith ;
- un vocabulaire recueilli par William Strachey, durant son séjour à Jamestown, en 1610-1611, et resté inédit.